# سنگ و شیشه
سنگ وشیشه نام یک مجموعهٔ تلویزیونی ایرانی به کارگردانی «جمشید حیدری» است که در سال ۱۳۷۲ تولید و از شبکه ۲ سیمای جمهوری اسلامی ایران پخش گردید.

## خلاصه داستان
«احمد دانش» به اتهام قتل پدرش دستگیر و محاکمه می‌شود. وکیلِ احمد متوجه می‌شود که با توجه به شواهد، این قتل توسط او انجام نشده و قاتل باید شخص دیگری باشد. فعالیت‌های وکیل احمد که خود در زندگی خصوصی‌اش دچار مشکلات فراوانی است، به جایی نمی‌رسد و احمد به اعدام محکوم می‌شود. در آخرین لحظات، همسر سابق مقتول به قتل اعتراف می‌کند و احمد آزاد می‌شود.

## بازیگران و عوامل تولید

### بازیگران
- ایرج راد
- شهلا ریاحی
- منوچهر حامدی
- جمشید اسماعیل‌خانی
- سیروس گرجستانی
- عبدالله اسفندیاری
- معصومه آقاجانی
- بهزاد رحیم‌خانی
- بهروز رضوی
- مهری مهرنیا
- صدیقه کیانفر
- فریده صابری
- ژاله علو
- ایرج سنجری
- مهناز اسلامی
- آزیتا صالحی
- امیر چیتگر
- فریبا معصومی گنجگاه
- میترا رشیدی
- فریده دریامج
- محسن فخاری
- شراره یوسف‌نیا
- ابراهیم بهرامی‌زاده

### عوامل تولید
- کارگردان: جمشید حیدری[۲]
- نویسنده: محمود قنبری
- تصویربردار: بهمن پورزنوزی
- تدوینگر: جمشید حیدری
- موسیقی: ناصر چشم‌آذر
- تهیه‌کننده: عبدالله اسفندیاری
- طراح صحنه و لباس: جمشید حیدری
- دستیار کارگردان: سیدعلی خوش‌نشین[۳]
- فرمت تصویر: ۱۶ میلیمتری
- تعداد قسمت‌ها: ۲۱ قسمت
- محصول: گروه فیلم و سریال شبکه ۲ سیمای جمهوری اسلامی ایران
- سال تولید: ۱۳۷۲